# Erik Smets

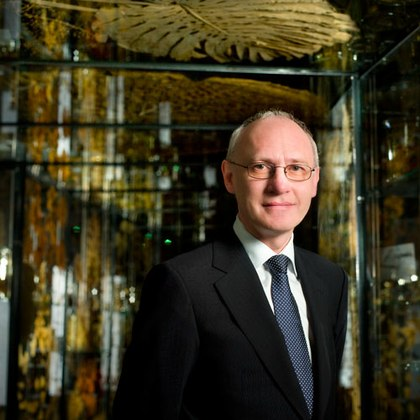
Erik Smets

Erik Francois Smets (* 13. Juni 1957 in Hasselt) ist ein belgischer Botaniker. Er ist wissenschaftlicher Direktor am Naturalis Biodiversity Center in Leiden und war außerordentlicher Professor an der Katholieke Universiteit Leuven (KU Leuven) in Belgien. Seine Forschungsschwerpunkte sind die Systematik des Pflanzenreichs, die Biodiversität, die Blütenpflanzen und die Nektar produzierenden Pflanzen.

## Leben
Smets wurde nach einem Botanikstudium an der Katholieke Universiteit Leuven im Juli 1988 mit der Dissertation Florale nektariën van de Magnoliophytina: karakterizering en systematische betekenis zum Ph.D. promoviert. 
Im Jahr 1989 gründete er das Labor für Systematik an der Katholieke Universiteit Leuven. Später wurde der Name in Labor für Pflanzensystematik geändert. Seit 2012 bildet diese Abteilung zusammen mit dem ehemaligen Labor für Pflanzenökologie die Abteilung Pflanzenschutz und Populationsbiologie.
Von 2000 bis 2005 war er Vorsitzender der Abteilung für Biologie an der Katholieke Universiteit Leuven. 
Am 1. September 2005 wurde er zum Professor für Systematische Botanik an der Universität Leiden sowie zum wissenschaftlichen Direktor des Nationaal Herbarium Nederland ernannt und trat damit die Nachfolge des Niederländers Pieter Baas an. Im selben Jahr wurde er auch Direktor des Hortus Botanicus der Universität Leiden, ein Amt, das er bis 2016 innehatte. Von 2008 bis 2020 war er außerordentlicher Professor an der KU Leuven. 
Smets spielte eine wichtige Rolle bei der Fusion des Zoölogisch Museum Amsterdam, des Nationalen Naturhistorischen Museums Naturalis und des Nationaal Herbarium Nederland zum Naturalis Biodiversity Center. Seit 2010 ist er wissenschaftlicher Leiter am Naturalis Biodiversity Center.
Zu Smets Forschungsgebieten gehören die Morphologie und Systematik der Bedecktsamer (insbesondere der Ericales, Gentianales, Dipsacales, Dioscoreales und Poales), die Pollenanalyse, die Xylem-Physiologie, die Biodiversität, die Holzanatomie, die Pflanzenbiogeographie sowie phylogenetische Analysen von Blütenpflanzen.

## Mitgliedschaften
Im Mai 2005 wurde er aufgrund seiner Verdienste um die Botanik zum ausländischen Mitglied der Linnean Society of London gewählt. Im Jahr 2010 wurde er Mitglied der Koninklijke Hollandsche Maatschappij der Wetenschappen und 2012 wurde er zum ausländischen Mitglied der Koninklijke Vlaamse Academie van België voor Wetenschappen en Kunsten ernannt.
Außerdem ist er Mitglied zahlreicher systematischer Gesellschaften, darunter in der International Association for Plant Taxonomy (IAPT), der Botanical Society of America (BSA), der Federation of European Biological Systematic Societies (BioSyst.EU) und der International Organization of Systematic and Evolutionary Biology (IOSEB). Er ist u. a. Mitglied im wissenschaftlichen Beirat des Fungal Biodiversity Centre (CBS-KNAW), des Staatlichen Museums für Naturkunde Stuttgart (SMNS) und des Staatlichen Museums für Naturkunde Karlsruhe (SMNK).